# Dryopteris hawaiiensis
Dryopteris hawaiiensis är en träjonväxtart som först beskrevs av Wilhelm B. Hillebrand och som fick sitt nu gällande namn av Benjamin Lincoln Robinson.
Dryopteris hawaiiensis ingår i släktet Dryopteris och familjen Dryopteridaceae. Inga underarter finns listade i Catalogue of Life.